# Renče-Vogrsko
Renče-Vogrsko (em italiano:  Ranziano-Voghersca; em alemão:  Rentschach-Ungersbach) é um município da Eslovênia. A sede do município fica na localidade de Bukovica.